# 128e division d'infanterie (France)
Pour les articles homonymes, voir 128e division.
La 128e division d'infanterie (128e DI) est une division d'infanterie de l'armée de terre française qui a participé à la Première Guerre mondiale et à la guerre du Rif.
Surnommée division d'infanterie des « Loups », elle est créée en 1915 à partir de la brigade mixte de Toul. À l'issue de la guerre, elle est engagée dans l'occupation de l'Allemagne puis part au Maroc en 1925. Elle dissoute après la défaite des Rifains.

## Chronologie
- 15 septembre 1914 : constitution du détachement « de Saizerais », renommé brigade mixte de Toul puis brigade active de Toul

- 16 juin 1915 : création de la 128e DI à partir de la brigade mixte

- 11 novembre 1918 : fin de la Première Guerre mondiale
- 9 août 1925 : la division débarque à Casablanca
- 4 janvier 1927 : dissolution de la 128e DI

## Les chefs de la128edivisiond'infanterie

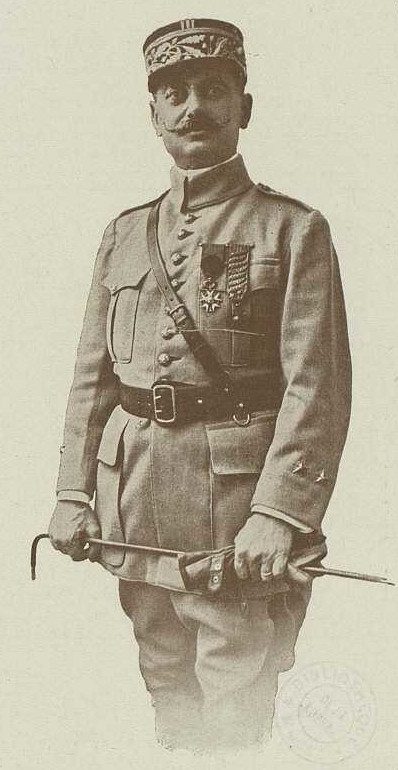
Le général Segonne, commandant la, en fin 1918 ou début 1919.

- juin 1915 - septembre 1917 : général Georges Riberpray (commandant la brigade mixte depuis septembre 1914)[1],[2]
- septembre 1917 - février 1919 : général Segonne[2]
- février 1919 - septembre 1921 : général Targe[2]
- septembre 1921 - octobre 1924 : général Fournier
- octobre 1924 - janvier 1926  : général Hergault
- janvier - mars 1926 : général Dosse
- avril - décembre 1926 : général Monhoven

## Première Guerre mondiale

### Composition

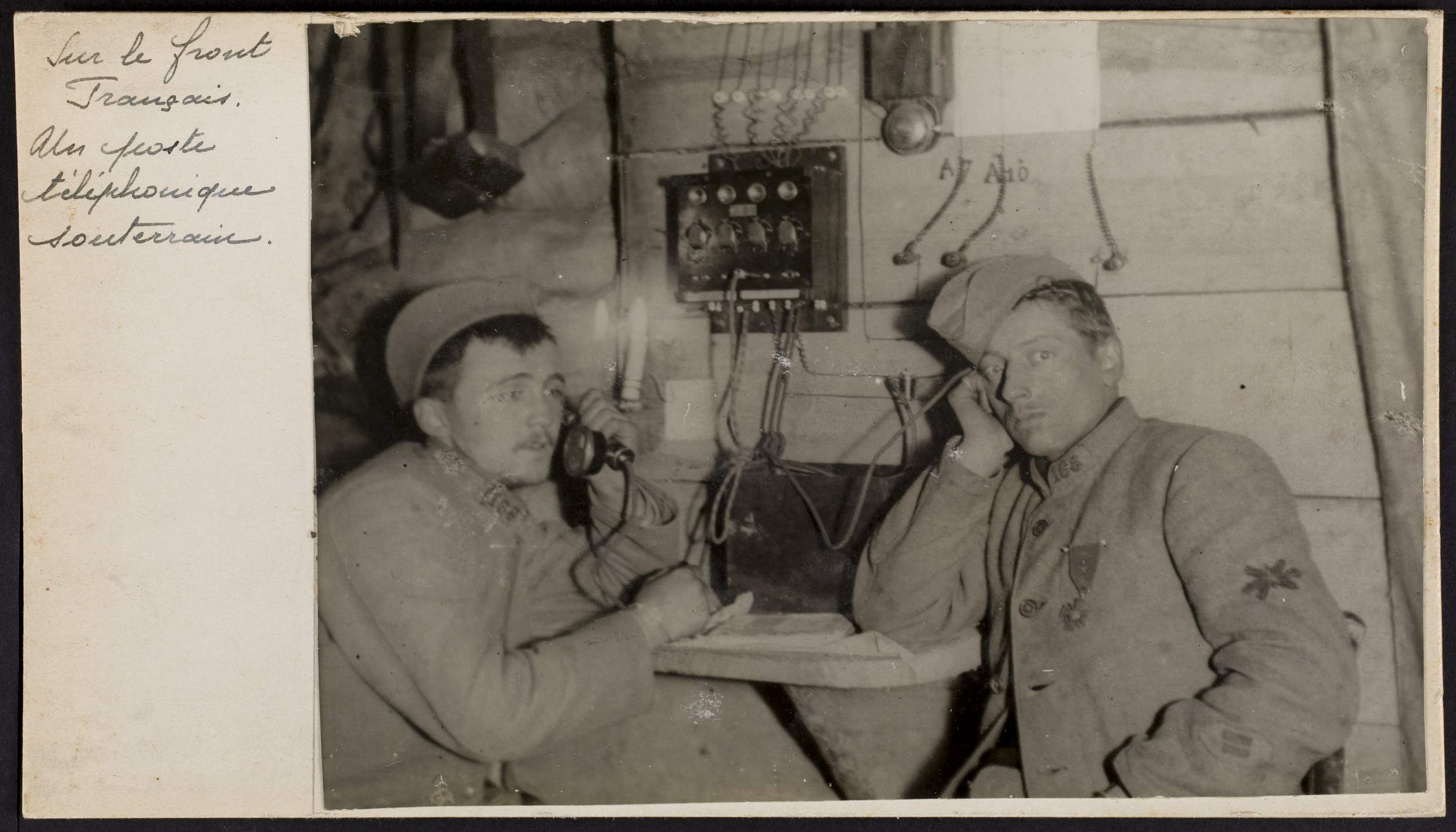
Poste téléphonique du de la pendant la Grande Guerre.

#### Infanterie
- 100e régiment d'infanterie de juin 1915 à février 1917[3]
- 167e régiment d'infanterie de septembre 1914 à novembre 1918
- 168e régiment d'infanterie de septembre 1914 à novembre 1918
- 169e régiment d'infanterie de septembre 1914 à novembre 1918
- 202e brigade territoriale de la 101e division d'infanterie territoriale (259e et 268e régiments d'infanterie territoriale) du 18 septembre au 26 octobre 1916[4],[5],[6]
- Un bataillon de pionniers du 67e régiment d'infanterie territoriale d'août à novembre 1918[3]
- 75e bataillon de tirailleurs sénégalais en juillet 1918[réf. souhaitée]
- 78e bataillon de tirailleurs sénégalais en juillet 1918[réf. souhaitée]

À partir de juin 1915 (création de la 128e DI), les 167e et 168e RI forment la 255e brigade et les 100e et 169e RI la 256e brigade. Après février 1917, les brigades sont dissoutes et les unités d'infanterie sont regroupées directement dans l'infanterie divisionnaire.

#### Artillerie
- Deux groupes de canons de 75 du 52e régiment d'artillerie de campagne, de juin 1915 à avril 1917[3]
- Un groupe de 75 du 21e régiment d'artillerie de campagne de janvier 1916 à avril 1917[3]
- Trois groupes de 75 du 252e régiment d'artillerie de campagne d'avril 1917 à novembre 1918 (par regroupement des groupes précédents)[3]
- 108e batterie (ex-108e demi-batterie) de mortiers de 58 du 52e régiment d'artillerie de campagne de juin 1915 à avril 1917[3]
- 101e batterie de 58 du 252e régiment d'artillerie de campagne d'avril 1917 à juin 1918 (ex-108e Bie du 52e RAC)[3]
- 8e groupe de canons de 155 C du 107e régiment d'artillerie lourde de juin à novembre 1918[3]

#### Cavalerie
- un escadron du 4e régiment de dragons de juin à novembre 1915[3]
- deux escadrons du 6e régiment de chasseurs de novembre 1915 à mars 1917[3]
- un escadron du 18e régiment de dragons de juin à juillet 1917[3]

#### Génie
- compagnies 26/1 et 26/51 du 10e régiment du génie de juin 1915 à novembre 1918[3]
- compagnie 14/22 du 4e régiment du génie de janvier 1916 à novembre 1918[3]
- sapeurs-pionniers du 2e régiment du génie de décembre 1915 à décembre 1916[3]
- sapeurs-pionniers du 1er régiment du génie de décembre 1916 à décembre 1917[3]
- détachement de transmissions du 8e régiment du génie de décembre 1915 à novembre 1918[3]

### Historique

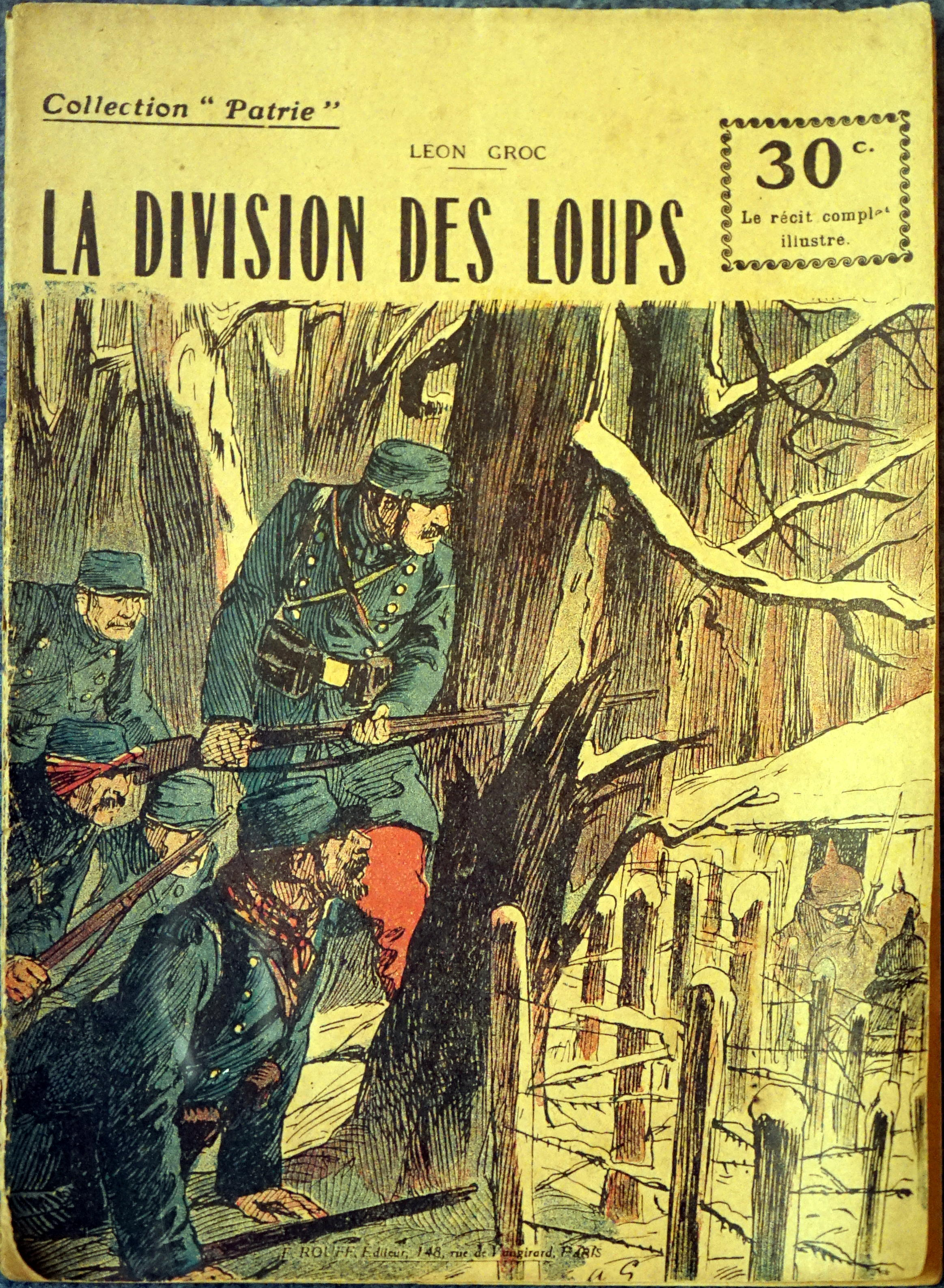
La division des Loups en couverture de la Collection Patrie.

#### 1914
Le détachement de Saizerais est constitué le 15 septembre 1914 à partir des régiments de la place forte de Toul,.
Le 27 septembre 1914, la brigade mixte gagne Bois-le-Prêtre où elle combat jusqu'au 19 juin 1915. Les Allemands donnent aux régiments le surnom de « Loups de Bois-le-Prêtre ».

#### 1915
- 16 juin – 2 juillet : occupation d'un secteur vers le Bois-le-Prêtre et Fey-en-Haye. Le 16 juin 1915, la brigade active de Toul, rattachée jusqu'à ce jour à la 73e division d'infanterie, est constituée en division et prend le no 128. Elle reste, dans son secteur, à la disposition de la 73e DI jusqu'à sa relève par la 31e brigade coloniale (16e DIC, le 2 juillet[10].
- 2 juillet – 28 août : retrait du front, transport par VF, de Toul, dans la région de Sainte-Menehould. À partir du 3 juillet, occupation d'un secteur vers la Fontaine-aux-Charmes et le nord de la Houyette[10].
  - 14 juillet : attaque française.
  - 2 août : attaque allemande au nord de la Harazée.
- 28 août – 8 septembre : retrait du front, repos vers Triaucourt.
- 8 – 29 septembre : transport par camions vers le front ; à partir du 14 septembre, occupation d'un secteur entre l'Aisne) et la route de Vienne-le-Château à Binarville. Engagée à partir du 25 septembre, dans la 2e bataille de Champagne, sur la rive droite de l'Aisne, entre Servon et l'Argonne : combats dans cette région[10].
- 29 septembre – 31 octobre : retrait du front, mouvement par étapes vers la région de Toul ; repos[10].
- 31 octobre – 18 décembre : mouvement vers Moyen ; instruction et repos. À partir du 5 décembre, mouvement vers Lunéville et travaux d'organisation défensive au nord de la ville[10].
- 18 décembre 1915 – 12 juin 1916 : retour dans la région de Moyen ; repos. À partir du 26 décembre, mouvement vers le front et occupation d'un secteur entre la voie ferrée d'Avricourt et la Vezouze[10].

#### 1916
- 12 – 28 juin : retrait du front ; repos au sud-est de Lunéville[4].
- 28 juin – 21 juillet : transport par VF dans la région de Revigny, puis transport par camions dans celle de Verdun. Engagée, à partir du 11 juillet (éléments dès le 3), dans la bataille de Verdun, vers la côte de Froideterre et la chapelle Saint-Fine[4] :
  - 11 juillet, attaque allemande sur le fort de Souville.
  - 13 juillet, front étendu, à droite, jusqu'au bois de Vaux-Chapitre.
- 21 juillet – 3 décembre : retrait du front, mouvement vers Tannois ; à partir du 28 juillet, transport par camions dans la région de Commercy ; occupation d'un secteur entre Saint-Agnant et la Meuse, étendu à droite, le 18 septembre, jusqu'à l'étang de Vargévaux[4].
- 3 – 12 décembre : retrait du front, transport par camions vers Triaucourt ; repos[4].
- 12 décembre 1916 – 4 janvier 1917 : transport par camions dans la région de Verdun. Tenue prête à intervenir pendant la 1re bataille offensive de Verdun. À partir du 18 décembre, occupation d'un secteur entre Louvemont (inclus) et la ferme des Chambrettes[4].

#### 1917
- 4 – 16 janvier : retrait du front ; repos vers Vaubécourt[4].
- 16 janvier – 22 mars : occupation d'un secteur vers Châtillon-sous-les-Côtes et Trésauvaux, étendu à droite, le 31 janvier, jusqu'au nord des Éparges[4].
- 22 mars – 16 avril : retrait du front ; mouvement vers Triaucourt, puis vers Mourmelon-le-Grand et Saint-Hilaire-au-Temple ; à partir du 2 avril, travaux vers Juvigny[4].
- 16 – 24 avril : mouvement vers le front. À partir du 17, éléments engagés dans la bataille des Monts : progression vers Moronvilliers et organisation des positions conquises[4].
- 24 avril – 16 juin : occupation d'un secteur vers Auberive-sur-Suippe et le mont Sans Nom[4].
  - 30 avril : attaque française (bataille des monts).
- 16 juin – 21 juillet : retrait du front, repos vers Champigneul-Champagne[11].
- 21 juillet – 14 août : mouvement vers le front et occupation d'un secteur vers la cote 193 et le chemin de Souain à Sainte-Marie-à-Py[11].
- 14 – 29 août : repos vers Champigneul-Champagne[11].

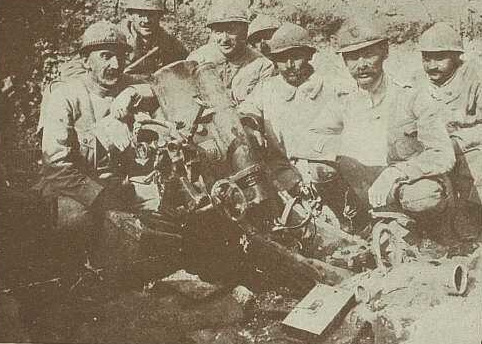
Le général Riberpray visitant les premières lignes le 8/9/1917.

- 29 août – 21 septembre : transport par camions dans la région de Verdun. À partir du 7 septembre, occupation d'un secteur vers le bois des Caurières et Damloup : violents engagements locaux (2e bataille offensive de Verdun)[11] demandé par le QG de la IIe Armée. Le général Riberpray, visitant les premières lignes le 11 septembre est mortellement touché par un tir d'obus[12].
- 21 septembre – 18 octobre : retrait du front, transport par camions dans la région de Wassy ; repos et instruction[11].
- 18 octobre – 1er décembre : transport par camions dans la région de Verdun ; occupation d'un secteur sur la côte de Talou, entre la cote 344 et la Meuse[11].
  - 25 novembre : attaque du ravin des Caures.
- 1er – 22 décembre : retrait du front ; repos vers Combles[11].
- 22 décembre 1917 – 23 avril 1918 : transport par VF, de Bar-le-Duc, à Blainville-sur-l'Eau. À partir du 28 décembre, occupation d'un secteur dans la région la Chapelotte, la Vezouze ; à partir du 1er avril, mouvement de rocade et occupation d'un nouveau secteur entre la Vezouze et Leintrey[11].

#### 1918
- 23 avril – 4 mai : retrait du front ; repos dans la région de Baccarat[11].
- 4 – 31 mai : transport par VF dans la Somme ; repos vers Formerie. À partir du 10 mai, mouvement successifs, par Amiens et Grandvilliers (19 mai) et par Breteuil (24 mai), vers Villers-Cotterêts (30 mai)[11].
- 31 mai – 18 juillet : engagée dans la 3e bataille de l'Aisne : combats défensifs vers Corcy et Faverolles ; puis stabilisation et organisation d'un nouveau front vers Faverolles et le nord-ouest de Corcy, étendu à gauche, le 9 juillet, jusque vers Longpont ; fréquentes actions locales (particulièrement le 10 juillet)[11].
- 18 – 20 juillet : engagée dans la seconde bataille de la Marne, (bataille du Soissonnais) : attaque en direction d'Oulchy-le-Château[11].
- 20 – 30 juillet : retrait du front ; repos dans la région de Verberie[13].
- 30 juillet – 24 août : occupation d'un secteur vers Nouvron-Vingré et Autrêches. À partir du 17 août, engagée dans la 2e bataille de Noyon : progression dans les régions d'Autrèches, de Vassens et de Vézaponin[13].
- 24 août – 3 septembre : retrait du front, mouvement vers la région de Vez ; repos[13].
- 3 – 20 septembre : engagée, vers Vrégny, dans la poussée vers la position Hindenburg ; participation à la bataille de Vauxaillon (14 – 15 septembre) : prise du moulin de Laffaux[13].
- 20 septembre – 19 octobre : retrait du front ; transport par VF dans la région de Loon-Plage[13].
  - 24 septembre : mouvement, par Rexpoëde et Westvleteren, vers Bikschote et Pilkem.
  - 28 septembre : engagée dans la 2e bataille de Belgique ; progression vers Staden :
  - 1er - 14 octobre : attaque de la 2e position des Flandres, à l'est de Staden.
  - 14 octobre : relève et regroupement. À partir du 16 octobre, progression en 2e ligne, jusque vers Zwevezele.
- 19 octobre – 4 novembre : mouvement, de la région de Swevezeele, vers celle d'Iseghem et d'Ingelmunster ; stationnement (du 22 au 26 octobre, éléments mis à la disposition de la 164e DI, vers Oostrozebeke). À partir du 28 octobre, engagée dans la bataille de la Lys et de l'Escaut ; franchissement de la Lys et enlèvement de la voie ferrée de Courtrai à Deinze, dans la région de Zulte ; à partir du 31 octobre, attaque en direction de l'Escaut, qui est atteint le 2 novembre, entre Eyne et Audenarde[13].
- 4 – 11 novembre : retrait du front ; à partir du 6, repos vers Waregem[13].

### Rattachements
Affectation organique :
- Juin 1915 : isolée
- Février 1917 : 7e corps d'armée

Armées :
- 1re armée
  - 16 juin – 1er juillet 1915
  - 2 – 30 octobre 1915
  - 29 juillet – 25 octobre 1916
  - 19 – 29 mai 1918
- 2e armée
  - 28 juin – 28 juillet 1916
  - 26 octobre 1916 – 25 mars 1917
  - 29 août – 21 décembre 1917
- 3e armée
  - 2 juillet – 1er octobre 1915
  - 30 mai 1918
  - 20 – 28 juillet 1918
- 4e armée
  - 26 mars – 28 août 1917
- 5e armée
  - 4- 18 mai 1918
- 6e armée
  - 31 mai – 1er juin 1918
  - 19 octobre – 11 novembre 1918
- 8e armée
  - 22 décembre 1917 – 3 mai 1918
- 10e armée
  - 2 juin – 19 juillet 1918
  - 29 juillet – 19 septembre 1918
- Détachement d'armée de Lorraine
  - 31 octobre 1915 – 27 juin 1916
- Groupe d'armées des Flandres (sous commandement belge)
  - 20 septembre – 18 octobre 1918

## Allemagne
La 128e DI est envoyée occuper l'Allemagne après l'Armistice du 11 novembre 1918. Passant par la Belgique, la division arrive dans la région d'Aix-la-Chapelle mi-décembre 1918. Le 22 juillet 1925, la 128e DI quitte l'Armée du Rhin pour le Maroc. 

## Au Maroc
Embarquée à Marseille, elle débarque à Casablanca le 9 août 1925.
La division est dissoute par l'ordre général no 2 du 4 janvier 1927.

### Composition
En mai 1926 :
- 255e et 256e brigades :
  - 1er régiment de zouaves : deux bataillons
  - 3e bataillon d'Afrique
  - 65e régiment de tirailleurs marocains : trois bataillons
  - 12e régiment de tirailleurs sénégalais : trois bataillons
- 9e régiment de spahis : deux escadrons
- 5 batteries d'artillerie